# Valašská Bystřice
Valašská Bystřice är en ort i Tjeckien.   Den ligger i regionen Zlín, i den östra delen av landet, 280 km öster om huvudstaden Prag. Valašská Bystřice ligger 463 meter över havet och antalet invånare är 2 240.
Terrängen runt Valašská Bystřice är lite kuperad. Runt Valašská Bystřice är det ganska tätbefolkat, med 58 invånare per kvadratkilometer. Närmaste större samhälle är Rožnov pod Radhoštěm, 5,4 km norr om Valašská Bystřice. I omgivningarna runt Valašská Bystřice växer i huvudsak blandskog.